# دايفيد هورفاث
دايفيد هورفاث (بالإنجليزية: David Horvath)‏ هو فنان قصص مصورة وكاتب للأطفال أمريكي، ولد في 28 مايو 1971.

## وصلات خارجية
- دايفيد هورفاث على موقع IMDb (الإنجليزية)